# Лутівська сільська рада
Лутівська сільська рада — колишня адміністративно-територіальна одиниця та орган місцевого самоврядування у Радомишльському і Малинському районах Малинської і Волинської округ, Київської й Житомирської областей Української РСР України з адміністративним центром у с. Лутівка.

## Населені пункти
Сільській раді були підпорядковані населені пункти:
- с. Лутівка
- с. Березці
- с. Глухів Другий

## Населення
Відповідно до результатів перепису населення СРСР, кількість населення ради, станом на 12 січня 1989 року, становила 1 699 осіб.
Станом на 5 грудня 2001 року, відповідно до перепису населення України, кількість мешканців сільської ради становила 1 510 осіб.

## Склад ради
Рада складалась з 16 депутатів та голови.

### Керівний склад сільської ради
| ПІБ                           | Основні відомості                                                 | Дата обрання | Дата звільнення |
| ----------------------------- | ----------------------------------------------------------------- | ------------ | --------------- |
| Марченко Тетяна Павлівна      | Сільський голова, 1951 року народження, освіта, позапартійна      | 26.03.2006   | 31.10.2010      |
| Потієнко Олександр Леонідович | Сільський голова, 1967 року народження, освіта вища, безпартійний | 31.10.2010   |                 |

Примітка: таблиця складена за даними джерела

## Історія
Створена 1923 року в складі с. Лутівка та хутір Глухів Другий Кичкирівської волості Радомисльського повіту Київської губернії. Станом на 15 червня 1926 року в підпорядкуванні значився х. Звіринець.
Станом на 1 вересня 1946 року сільська рада входила до складу Радомишльського району Житомирської області, на обліку в раді перебували с. Лутівка та хутори Глухів Другий і Звіринець.
11 серпня 1954 року, відповідно до указу Президії Верховної ради Української РСР «Про укрупнення сільських рад по Житомирській області», до складу ради включено с. Березці ліквідованої Березцівської сільської ради Радомишльського району. 29 червня 1960 року, відповідно до рішення Житомирського облвиконкому № 683 «Про об'єднання деяких населених пунктів в районах області», х. Звіринець об'єднано із с. Лутівка через фактичне злиття населених пунктів.
На 1 січня 1972 року сільська рада входила до складу Радомишльського району Житомирської області, на обліку в раді перебували села Березці, Глухів Другий та Лутівка.
Припинила існування 7 грудня 2017 року в зв'язку з об'єднанням до складу Радомишльської міської територіальної громади Радомишльського райну Житомирської області.
Входила до складу Радомишльського (7.03.1923 р., 4.01.1965 р.) та Малинського (30.12.1962 р.) районів.